# Hünsborn
Hünsborn ist ein Ortsteil der Gemeinde Wenden im Sauerland, Kreis Olpe, Nordrhein-Westfalen (Deutschland). Zum 30. Juni 2023 hatte Hünsborn 3073 Einwohner.

## Geographische Lage
Hünsborn liegt im südwestlichen Sauerland, es ist die am südlichsten gelegene Ortschaft des Sauerlandes Die Hofsiedlung Löffelberg, die gemeinhin als Hünsborner Ortsteil angesehen wird, liegt der südlichen Grenze des Sauerlandes am nächsten.
Die Ortsmitte von Hünsborn befindet sich auf einer Bergkuppe, 416 m hoch. Im Nordosten erhebt sich der Steimel, 450 m hoch, im Südwesten der Löffelberg, 457 m hoch.
Im Nordwesten öffnet sich das Tal der Großmicke Richtung Ottfingen. Im Süden und Osten grenzt Hünsborn an die Gebiete der Städte Siegen, Kreuztal und Freudenberg im Kreis Siegen-Wittgenstein. Im Westen führt die Sauerlandlinie A 45 nicht weit an der Ortschaft vorbei.

## Historie
Die erste bekannte urkundliche Erwähnung stammt aus dem Jahr 1330. Damals wurde Adolf von Holdinghausen, einer der Burgmänner auf der Waldenburg bei Attendorn, mit dem Haupthof Hünsborn belehnt.
Damit verbunden war auch die Gerichtsbarkeit in Angelegenheiten des Hofes wie Vergabe der Nebenhöfe, zu leistende Abgaben, Grenzstreitigkeiten, Beleihen des Bodens oder Pfändungen. Besitzer der Waldenburg und Lehnsherr über Hünsborn war der Erzbischof von Köln.
Dieser Haupthof  mit den abhängigen Bauernstellen gehörte später der Wendener Kirchengemeinde.
Als in Wenden um 1750 die Kirche gebaut wurde, verkaufte man den Hünsborner Hof für 1200 Reichstaler an den damaligen Pächter Anton Koch und seine Ehefrau Maria, geb. Schumacher.
Bis zur Neuordnung der Besitzverhältnisse in den napoleonischen Kriegen kurz nach 1800 gehörte das Sauerland zum Kurfürstentum Köln. Seit 1816 gehörte Hünsborn zu Preußen.
Im Dreißigjährigen Krieg zählte Hünsborn sieben Höfe. Nach einem Steuerregister lebten 1690 in Hünsborn fünfunddreißig Menschen. Um 1900 wohnten hier etwa 600 Personen, jetzt liegt die Einwohnerzahl bei ca. 3200.

## Dialekt
In Hünsborn wird mundartlich „Wendsch Platt“ gesprochen. Die Verbreitung dieses Dialektes ist auf das Gebiet der Gemeinde Wenden begrenzt.

## Ortswappen
Ein inoffizielles Wappen der Ortschaft entwarf Berthold Schneider. Im oberen Teil des Wappens sind drei Kronen dargestellt, die die Heiligen Drei Könige symbolisieren. Im unteren Teil des Wappens ist die katholische Pfarrkirche mit dem Zwiebelturm, dem Wahrzeichen der Ortschaft, abgebildet.
Die Darstellung der Heiligen Drei Könige geht auf die folgende Anekdote zurück, die in Hünsborn erzählt wird: Einmal hielten sich drei Hünsborner Männer in Köln auf. Am Gedächtnistag der Heiligen Drei Könige gingen sie zum Gottesdienst in den Dom, kamen jedoch zu spät. Als der Pastor zu diesem Zeitpunkt in seiner Predigt über die weisen Sterndeuter fragte, woher diese drei Männer kamen, fühlten sie sich angesprochen, sie duckten sich etwas, und antworteten schließlich: „Mij kummen van Hünschpern un hangeln met Läëppeln!“ („Wir kommen aus Hünsborn und handeln mit Löffeln“).

## Sehenswertes

### Katholische Pfarrkirche
→ Hauptartikel: St. Kunibertus
Seit wann in Hünsborn eine Kapelle besteht, ist nicht völlig geklärt. Das Olper Taufbuch aus jener Zeit enthält einen Vermerk, dass der Kölner Weihbischof und Generalvikar Johann Anathan am 4. Juni 1669 in Hünsborn einen Altar, eine Glocke und einen Friedhof geweiht habe. Diese Urkunde schließt nicht aus, dass es schon vorher in Hünsborn einen Gebetsraum gab.
Hünsborn hatte ab 1907 einen eigenen Seelsorger; 1949 wurde die Gemeinde zur Pfarrei erhoben. Seit dem 1. Advent 2010 gehört die Pfarrei St. Kunibertus Hünsborn dem Pastoralverbund Wendener Land an.
Die St.-Kunibertus-Pfarrkirche ist in mehreren Abschnitten von 1920 bis 1955 auf dem Platz gebaut und erweitert worden, auf dem schon seit Jahrhunderten eine Kapelle stand. Es entstand ein einheitlicher, dem barocken Stil nachempfundener Sakralbau mit hellem Außenputz und geschiefertem Satteldach. Die Zwiebelhaube des westlichen Dachreiters und auch die Kugel des großen Turmes mit der Laterne tragen Kupferbleche. Die Innenausstattung stammt zum größten Teil aus den 40er- und 50er-Jahren.
In der Kirche ist das große Triumphkreuz über dem Altar sehenswert. Es stammt aus der Zeit um 1500. Aufgrund der Ausmaße, es ist 2,25 m × 2,15 m groß, ist zu vermuten, dass es früher in einer größeren Kirche gehangen hat. Wo, ist allerdings nicht geklärt.
Im linken Seitenschiff hängt an der zwölften Kreuzwegstation ein Bild aus dem Jahr 1687. Auch hier ist nicht geklärt, wie dieses in die Hünsborner Kirche gelangte.
Es findet sich außerdem eine Pieta, die aus der Zeit um 1750 stammt und zunächst in der Schlosskapelle in Junkernhees stand.

### Kochs Schmiede
In die Liste der Baudenkmäler der Gemeinde Wenden ist außer der Pfarrkirche auch die Alte Schmiede aufgenommen worden.

### Wehranlagen
Hünsborn war historisch Grenzort. Im Wald östlich von Hünsborn befand sich die Grenze des Kurfürstentums Köln.
Noch heute sind im Wald Wälle und Gräben sichtbar, gepflegt und beschildert durch den Heimatverein aus dem Nachbarort Oberholzklau.

## Einrichtungen

### Schule
Bereits 1668 wurde Schulunterricht gehalten. In einem Schreiben des kirchlichen Kommissars Johannes Schommartz in Meschede wurden damals die Hünsborner ermahnt, ihre Kinder nach Wenden zum Vikar in den Unterricht zu schicken
Im Jahre 1725  wurde in Hünsborn in der Nähe der Kirche eine Schule mit Lehrerwohnung gebaut (später Knotts Haus). Um 1878 bezog man ein zweiklassiges Gebäude an der Hauptstraße (heute Pfarrheim). Schulhof war damals der Platz bei Wilmes. 1946 konnte man das vierklassige Schulhaus an der Kardinal-Jaeger-Straße einweihen, das heute als Kindergarten Unter'm Regenbogen genutzt wird. Es war im Krieg nicht mehr fertig geworden und zum Schluss durch Granaten getroffen worden. Das jetzige Gebäude der Grundschule stammt aus dem Jahre 1969.

### Kindergärten
In Hünsborn gibt es drei Kindergärten. Der älteste davon, der Kindergarten Arche Noah, befindet sich in Trägerschaft der katholischen Kirche, der Kindergarten Unter'm Regenbogen in freier Trägerschaft. 2024 wurde als dritte Einrichtung der Kindergarten St. Anna eröffnet, dieser wird von der Gemeinnützigen Gesellschaft der Franziskanerinnen zu Olpe betrieben.

### Soziales Leben, Vereine
Von ehemals fünf Gaststätten ist keine mehr geblieben. Als Probe- und Versammlungsraum für die vielen Vereine ohne eigenes Vereinsheim fungiert jetzt das Pfarrheim im Ortszentrum.
Die größten Vereine sind der Sportverein Rot-Weiß Hünsborn, die Schützenbruderschaft St. Kunibertus, die Freiwillige Feuerwehr, der Musikverein Hoffnung sowie die Chöre Pfarr-Cäcilienchor, Männerchor Sangeslust, der Quartettverein Zwölf Räuber und der Frauenchor First Ladies.
Daneben gibt es den Sportfischerverein Elritze, den Obst- und Gartenbauverein, Tennisclub, Badmintonclub und einige andere. Im Süden der Ortschaft befindet sich das Gelände der Flugplatzgemeinschaft. Die zuletzt vier Luftsportvereine Freudenberg, Netphen, Lennestadt und Ferndorf sind mittlerweile zum Luftsportverein Hünsborn fusioniert. Die Mitglieder betreiben auf dem Gelände Segel- und Motorflug.